# Rondônia
Rondônia är en delstat i västra Brasilien, med gräns mot Bolivia, delstaten Acre i väst, Amazonas i norr och Mato Grosso i öst. Den administrativa huvudorten och största staden är Porto Velho, belägen vid Madeirafloden. Andra större städer är Ariquemes, Cacoal, Ji-Paraná och Vilhena. Delstaten består till största delen av regnskog och har fått sitt namn efter Cândido Rondon som utforskade Brasiliens gränstrakter i början av 1900-talet. Fram till 1956 hette delstaten Guaporé. Staten har 0,8% av den brasilianska befolkningen och producerar 0,6% av landets BNP.

## Ekonomi

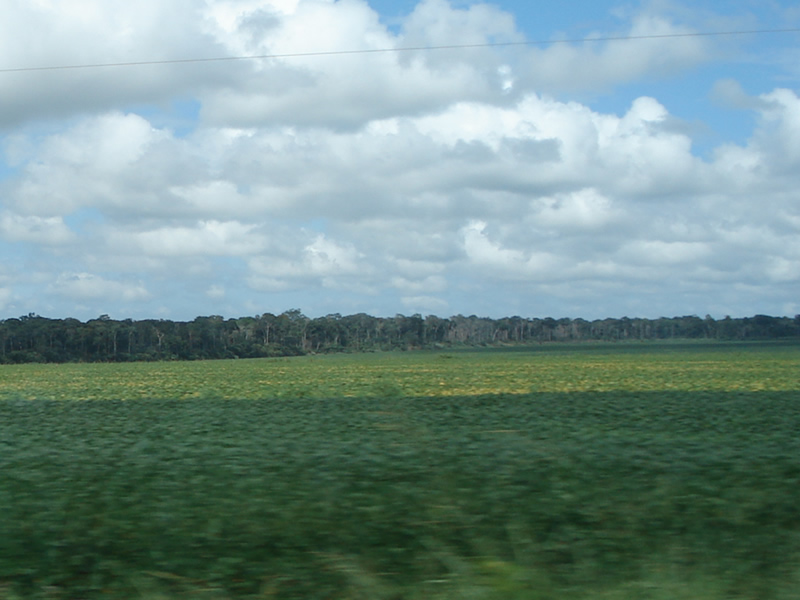
Sojabönor i Ji-Paraná.

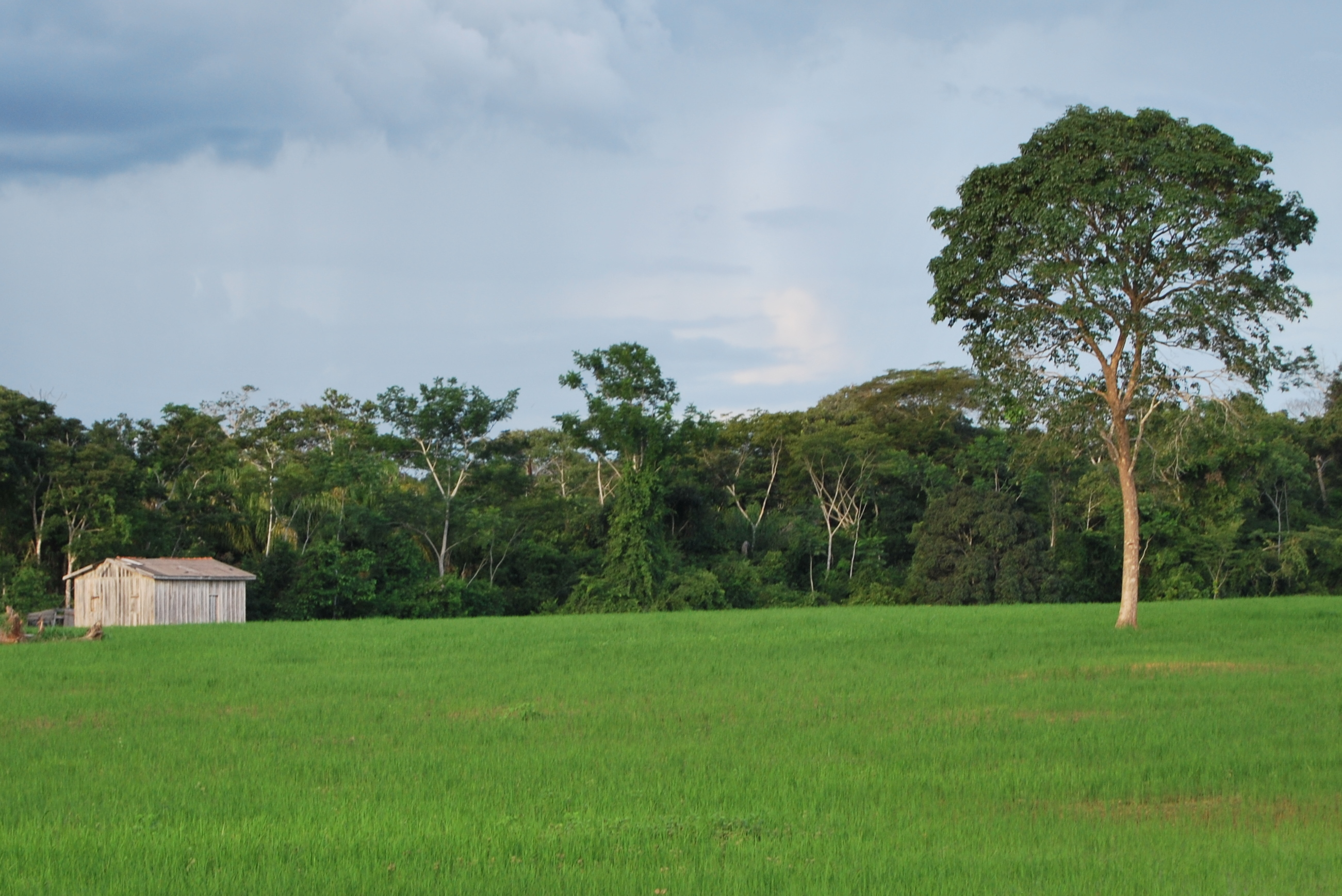
Ris i Presidente Médici.

Ekonomin i delstaten Rondônia har som huvudsaklig verksamhet jordbruk, boskap, livsmedelsindustri och vegetation och mineralutvinning. 2016 nådde statens BNP 39.451 miljarder dollar. Dess exportkorg består huvudsakligen av fryst nötkött (43,43%), soja (32,77%), rått tenn (7,08%), sågat trä (2,36%) och ätbara kikar (2,02%).
Från och med 1970-talet lockade staten bönder från den södra centrala delen av landet, stimulerad av den federala regeringens koloniseringsprojekt och tillgången på billig och bördigt mark. Utvecklingen av jordbruksverksamhet har förvandlat området till en av de viktigaste jordbruksgränserna i landet och till en av de mest välmående och produktiva regionerna i norra Brasilien. Staten sticker ut i produktionen av kaffe (största producenten i norr och femte största i Brasilien), kakao (2:a största producenten i norr och 3:e största i Brasilien), böna (2:a största producenten i norr), majs (2:a största producenten i norra regionen), sojaböna (3:e största producenten i norra regionen), ris (3:e största producenten i regionen Nordregionen) och maniok (fjärde största producenten i norra regionen).
I kaffeproduktionen var Rondônia 2019 den 5:e största producenten i landet, som den 2:a största producenten av Robustakaffe och fick totalt 2,3 miljoner påsar med 60 kg kaffe (nära 138 tusen ton) i år.
I sojaböna skördade Rondônia under brasiliansk skörd 2019 1,2 miljoner ton, 3:e i norra regionen.
År 2019 producerade staten 805 tusen ton majs, den näst största produktionen i norra regionen och förlorade bara till Tocantins.
I maniokproduktionen producerade Brasilien totalt 17,6 miljoner ton 2018. Rondônia var den 11:e största producenten i landet, med 583 tusen ton.
År 2018 producerade Rondônia 124 tusen ton ris.
I produktionen av kakao har Pará tävlat med Bahia om ledningen för brasiliansk produktion. År 2019 skördade Pará 135 tusen ton kakao, och Bahianerna skördade 130 tusen ton. Rondônia är den tredje största kakaoproducenten i landet med 18 tusen ton skördade 2017.
2017 hade staten en nötkreatur besättning på 14 098 031 nötkreatur (73,37% för nötkött och resten för mejeri), den näst största besättningen i norr, bara den andra till Pará, var den sjätte största i norr land, femte i export av kött och åttonde i mjölk produktion. Statens mjölkproduktion 2018 var cirka 800 miljoner liter, den största producenten i norr.
Under 2017 hade Rondônia 0,62% av det nationella mineraldeltagandet (8:e plats i landet). Rondônia producerade tenn (10,9 tusen ton till ett värde av R$ 333 miljoner), guld (1 ton till ett värde av R$ 125 miljoner), niobium (i formen av columbita-tantalita) (3,5 tusen ton till R$ 24 miljoner) och zink i bruttoform (26 tusen ton till R$ 27 miljoner) Dessutom har staten i ädelstenar en viss produktion på granater.
I industrin hade Rondônia en industriell BNP på 8,2 miljarder dollar 2017, vilket motsvarar 0,7% av den nationella industrin. Det har 49 944 anställda i branschen. De viktigaste industrisektorerna är: Industrial Services of Public Utility, som el och vatten (54,4%), konstruktion (19,2%), mat (17,6%), trä (1,8%) och icke-metalliska mineraler (1,2%). Dessa 5 sektorer koncentrerar 94,2% av statens industri.